# 哈尔滨东站 (地铁)
哈尔滨东站是哈尔滨地铁1号线的地铁车站，位于中国黑龙江省哈尔滨市道外区桦树街与北棵街交叉口，国铁哈尔滨东站站前广场地下，为1号线北端终点站，于2013年9月26日开通。本站原名哈东站。
本站在2013年9月26日开通之日起，成为中國大陆城市軌道交通最東的車站，2021年9月19日，該紀錄分別被哈尔滨地铁2号线江北大学城站及气象台站取代。

## 车站结构
地铁哈尔滨东站沿桦树街地下东西向设置，车站332.7米，为地下两层岛式站台车站。车站地下一层为站厅层，地下二层为站台层。车站为1号线北端终点站，列车通过车站西侧交叉渡线站前折返，两侧站台均有使用。
| 地面                           | 出入口 | 1-4出入口 |
| 地下一层                       | 站厅   | 客服中心、自动售票机、验票机                                                                                               |
| 地下二层                       | 站台层 | \| \| \| █ 1号线往新疆大街（桦树街） \| \| 島式 · ↑開右邊车门 ↓開左邊车门 \| \| \| \| \| \| █ 1号线往新疆大街（桦树街） \| |
|                                |        | █ 1号线往新疆大街（桦树街）                                                                                                |
| 島式 · ↑開右邊车门 ↓開左邊车门 |        | |
|                                |        | █ 1号线往新疆大街（桦树街）                                                                                                |

## 车站出口
地铁哈尔滨东站共设4个出口，各出口及周围设施如下所示：
| 编号                | 建议前往的目的地                   | 照片 | 无障碍设施 |
| ------------------- | ---------------------------------- | ---- | ---------- |
| 1 · 出口            | 北棵街，桦树家园                   |      | 不適用     |
| 2 · 出口            | 三棵树公路客运站，哈尔滨东站停车场 |      | 不適用     |
| 3 · 出口 · （设有） | 哈尔滨东站                         |      |            |
| 4 · 出口            | 南棵街，三棵树十字商业街           |      | 不適用     |
| 图例： 设有         |                                    |      |            |

## 接驳交通

### 国铁
- 国铁拉滨铁路及滨北铁路哈尔滨东站

### 公交车
| 编号                     | 编号 | 线路                   | 线路 | 线路                       | 收费 | 运营商   | 备注            |
| ------------------------ | ---- | ---------------------- | ---- | -------------------------- | ---- | -------- | --------------- |
|                          | 6    | 哈东站                 | ⇆    | 哈站北广场公交首末站       | 2元  | 公交三分 |                 |
|                          | 夜6  | 哈东站                 | ⇆    | 哈站北广场公交首末站       | 2元  | 公交租赁 |                 |
|                          | 30   | 哈东站                 | ⇆    | 三合园小区                 | 2元  | 公交五分 | 原 52（第一代） |
|                          | 33   | 哈西站西广场公交首末站 | ⇆    | 哈东站                     | 2元  | 公交三分 | 原 78（第一代） |
|                          | 35   | 德源街（世林路路口）   | →    | 哈东站                     | 2元  | 新区公交 | 原 54           |
| 万达文化旅游城公交首末站 | 35   | ←                      |      | 哈东站                     | 2元  | 新区公交 | 原 54           |
|                          | 51   | 哈东站                 | ⇆    | 和谐大道（哈尔滨大街路口） | 2元  | 华滨客运 |                 |
|                          | 65   | 哈东站                 | ⇆    | 哈西站东广场               | 2元  | 泰晟客运 |                 |
|                          | 89   | 哈东站                 | ⇆    | 安隆街                     | 2元  | 丰达客运 |                 |
|                          | 90   | 南湖路（青山路路口）   | ⇆    | 北棵街                     | 2元  | 亿恒客运 |                 |
|                          | 203  | 绿荫小区               | ⇆    | 同济街                     | 2元  | 福通客运 |                 |
|                          | 332  | 一砖厂                 | ⇆    | 哈东站                     | 2元  | 公交三分 |                 |
|                          | 365  | 穆家沟                 | ⇆    | 哈东站                     | 2元  | 三益客运 | 原 郊15         |
|                          | S4   | 哈东站                 | ⇆    | 哈西站东广场               | 5元  | 公交三分 |                 |

### 长途巴士
- 三棵树公路客运站：通往巴彦、拜泉、宾西、宾县、蜚克图、木兰等地长途巴士

## 车站历史
- 2010年10月31日，车站主体结构封顶[2]。
- 2013年9月26日，随1号线一二期工程通车一同开通[1]，开通时站名为哈东站。
- 2019年4月10日，1号线三期开通，车站正式更名为哈尔滨东站。
- 2022年
  - 4月20日，受新冠疫情影响，车站暂停运营[3]。5月5日，车站恢复运营[4]。
  - 11月28日，受新冠疫情影响，车站暂停运营[5]。12月8日，车站恢复运营[6]。
- 2024年11月10日，因地铁隧道周边地质条件整治与设备系统更新改造，车站暂停运营[7]。2025年1月18日，车站恢复运营[8]。